# Орезивање воћа
Орезивање воћки укључује велики број воћарских техника и метода, које се користе на плодоносним стабалима за контролу раста, уклоњање мртвих или болесних гранчица и за стимулацију и настанак цвјетних и воћних пупова.
Орезивање често значи резање грана, понекад уклањање мањих дијелова воћке у цијелости. То такође може значити уклањање младих изданака, пупољака, лишћа, итд. Орезивање и оспособљавање младих стабала утиче на њихову каснију продуктивност и дуговјечност. Добро орезивање такође може спријечити касније озледе од тежине плодова, снијега или леда на гранама.
- примјер формираног стабла јабуке које је редовно орезивано
- Једногодишње стабло
- Двогодишње стабло
- Трогодишње стабло
- Четворогодишње стабло

Главни циљ орезивање воћака је добити квалитетан род воћа. Орезивање покушава уравнотежити раст изданака и производњу воћа. Разлог за редовну резидбу је постизање правилног односа између вегетативних и родних (генеративних) пупољака, како би се успоставила равнотежа између раста и родности. Осим тога, регулише се равнотежа између поџемног и наџемног дијела. Најчешће кориштене технике орезивања су прорјеђивање и прикраћивање. Прорјеђивањем се уклања вишак изданака и повећава се родност, док се прикраћивањем скраћују изданци, како би се биљка разгранала на одређеној висини. Зимском резидбом младих воћака уклањају се једногодишње младице при врху костурних грана, проређују се младице те уклањају неке јаче сувишне гране које имају непожељан положај. Правилан рез увијек је укошен у односу на пупољак и око 1 цм изнад самог пупољка. При резидби треба пазити, да се не одреже укосо према пупољку. Насупрот пупољка остаје високи батрљак, а капљице кише и росе сливају се на пупољак па може доћи до појаве трулежи. Резидба се спроводи од јесени (након завршетка вегетације), зими и до почетка прољећа, док је стабло у мировању. Љетна резидба се обавља почетком љета, да би се постигли што квалитетнији плодови и растеретила воћка.
Биљке формирају ново ткиво у предјелу званом меристем, који се налази у непосредној близини врхова коријена и изданака, гдје се одвија активна подјела ћелија. Раст меристема има за циљ осигурати, да се листови брзо подигну на сунцу и да коријен дубоко продре у тло. Вршни меристем (вегетацијски вршак стабљике и коријена), митозом омогућава раст стабљици у висину, односно коријену у дубину. Бочна градивна ткива (развијају се накнадно, стварају годове) омогућавају биљци раст у ширину; главно ткиво је жилни камбијум (у пресјеку биљке камбијумски прстен), који према средишту ствара ксилем (дрво), а према површини флоем (лико).